# Metalotioneínas
Las metalotioneínas (MTs) constituyen una familia de metaloproteína ricas en cisteína, generalmente de bajo peso molecular (entre 6000 y 10000 Da). Se encuentran en el aparato de Golgi de las células (en el caso de vertebrados). Tienen la capacidad de unirse a metales pesados tanto fisiológicos (zinc y cobre) como xenobióticos (como cadmio, mercurio y plata), a través de los grupos tiol (-SH) de sus residuos de cisteína, que representan casi el 30% de aminoácidos.  La estructura de las metalotioneínas se caracteriza por repetidas Cys-X-Cys o Cys-Cys y por la ausencia de aminoácido aromático o hidrófobo. A pesar de la presencia de numerosos residuos de cisteína (Cys), denota una falta de puente disulfuro. De hecho, todos los grupos sulfhidrilo participan en la unión de átomos de metales divalentes.
Pueden ser inducidas por diferentes factores, dependiendo del organismo, entre ellos los metales esenciales Cu y Zn, y los no esenciales Cd, Ag y Hg, tanto en vertebrados como en invertebrados (Barka 2000). De esta manera, la exposición de organismos marinos a metales tóxicos puede ocasionar cambios en varios procesos bioquímicos, que tienen el potencial de ser usados como biomarcadores de exposición y de esta manera como ‘señales de alerta temprana’ de la presencia de estos contaminantes.
Fueron descubiertas en 1957 por Vallee y Margoshe tras purificar una proteína unida a cadmio en la corteza renal equina. Sus funciones no están completamente aclaradas, pero datos experimentales sugieren que pueden proveer homeostasis de metales fisiológicamente importantes (Cu, Zn), desintoxicación de metales tanto esenciales como no esenciales, y defensa antioxidante (Roesijadi, 1996; Viarengo et al., 2000; Amiard et al., 2006).
Hay cuatro isoformas principales expresadas en el cuerpo humano; allí se sintetizan grandes cantidades, principalmente en el hígado y los riñones. Su síntesis depende de la disponibilidad de oligoelementos, como zinc, cobre y selenio, y los aminoácidos histidina y cisteína.
La inducción de las mismas ha sido detectada en organismos de áreas contaminadas o de experimentos in vitro con exposición a metales como Ag, Cd, Cu, Hg y Zn, en el laboratorio y en el campo. El alcance de dicha inducción puede variar entre especies y distintos tejidos biológicos. El secuestro de metales por parte de las mismas es claramente evidente en las branquias, glándula digestiva y riñones, indicando la importancia de estos tejidos en la recepción, almacenamiento y eliminación de metales (Bebianno and Langston 1998). 
El uso de las metalotioneínas como biomarcadores ha sido validado en varios estudios in situ (Lionetto et al. 2001; Petrovic et al. 2001; Rodríguez-Ortega et al. 2002; Ross et al. 2002; Mourgaud et al. 2002). Los resultados son generalmente positivos, en particular cuando el gradiente de polución del metal es bastante real. Cada vez más estudios in situ combinan la cuantificación de varios biomarcadores, de los cuales las mismas son sólo uno (Carajaville et al. 2000; Petrovic et al. 2001; Blaise et al. 2002; Gagne´ et al. 2002; Che`vre et al. 2003; Gigue`re et al. 2003; Domouthsidou et al. 2004). De hecho, los mejillones son usados en todo el mundo en estudios de polución ambiental, y las metalotioneínas en mejillones son un buen candidato para monitorear la contaminación por metales. Los niveles de base de las mismas en diferentes especies de moluscos como M. edulis (Leñillo and Lehtonen 2005) y M. galloprovincialis (Mourgaud et al. 2002; Petrovic et al. 2001; Raspor et al. 2004) son bastante similares (2–3 mg/g de peso seco en tejidos blandos enteros).

## Estructura y clasificación
Es sabido que la molécula de MT no contiene aminoácidos aromáticos, y 20 unidades de cisteína suelen encontrarse en su secuencia primaria en las siguientes repeticiones: Cys-X-Cys, Cys-Cys-X-Cys-Cys, y Cys-X-Cys-Cys, donde X representa otro aminoácido (que no es cisteína).
Las metalotioneínas están presentes en un vasto rango de grupos taxonómicos, desde procariotas (como la cianobacteria Syneccococus spp.), protozoarios (el género de ciliados Tetrahymena), plantas (como Pisum sativum, Triticum durum, Zea mays, Quercus suber.), levaduras (como Saccharomyces cerevisiae, Candida albicans), invertebrados (como el nematodo Caenorhabditis elegans, el insecto Drosophila melanogaster, el molusco Mytilus edulis, o el equinodermo Strongylocentrotus purpuratus) y vertebrados (como la gallina Gallus gallus, Homo sapiens o ratones Mus musculus).
Estas representan una secuencia muy heterogénea en cuanto al peso molecular y el número y la distribución de residuos de Cys, y no muestran homología general; a pesar de esto, se encuentra homología dentro de algunos grupos taxonómicos (por ejemplo, dentro de las metalotioneínas de vertebrados).
- Según su estructura primaria, las metalotioneínas fueron clasificadas por diferentes métodos. El primero data del año 1987, cuando Fowler et al. establecieron tres clases: Clase I, que incluye las que muestran homología con la MT equina; Clase II, que incluye el resto de las metalotioneínas sin homología con la MT equina; y Clase III, que incluye a las fitoquelatinas, péptidos ricos en cisteína sintetizados enzimáticamente. La segunda clasificación fue realizada por Binz y Kaki en 2001, y tiene en cuenta parámetros taxonómicos y los patrones de distribución de los residuos de cisteína a lo largo de la secuencia de las metalotioneínas. Esto resulta en una clasificación de 15 familias de las mismas. La familia 15 contiene las metalotioneínas vegetales, que en 2002 fueron divididas por Cobbet y Goldsbrough en 4 tipos (1, 2, 3 y 4) según su distribución de residuos de Cys y regiones sin Cys llamadas “espaciadores”, características de las metalotioneínas vegetales.

- Elementos de estructura secundaria  fueron observados en varias metalotioneínas de Syneccochoccus, mamíferos, equinodermas, y crustáceos, pero hasta el momento, el contenido de dichas estructuras se considera pobre en las metalotioneínas, y su influencia funcional no es considerada.

- La estructura terciaria es también altamente heterogénea. Mientras que las de vertebrados, equinodermas, y crustáceos muestran una estructura bidominial con metales divalentes como Zn(II) o Cd(II) (la proteína se dobla de manera que puede unir metales en dos dominios funcionalmente independientes, cada uno con un clúster metálico; Fig. 2), las de levaduras y procariotas muestran una estructura monodominial (un solo dominio con un clúster metálico). Aunque no se dispone de datos estructurales para las de moluscos, nematodos y Drosophila, se acepta que las dos primeras son bidominiales y la última monodominial. No hay datos conclusivos para las vegetales, pero se han propuesto dos estructuras posibles: 1) una estructura bidominial similar a la de las metalotioneínas de vertebrados; 2) una estructura codominial, en la que dos dominios ricos en Cys interaccionan para formar un solo clúster metálico.

- La estructura cuaternaria no ha sido considerada muy ampliamente. Procesos de dimerización y oligomerización han sido observados y atribuidos a varios mecanismos moleculares, incluyendo la formación intermolecular de disulfuros, el puenteo a través de metales unidos a través de residuos de Cys o His en metalotioneínas diferentes, o interacciones inorgánicas mediadas por iones fosfato. Las metalotioneínas diméricas y poliméricas han mostrado propiedades novedosas en cuanto a desintoxicación de metales, pero la significancia fisiológica de estos procesos ha sido demostrada solo en el caso del procariota Synechococcus. El dímero de MT producido por este organismo forma estructuras similares a dedos de zinc y muestra actividad zinc-regulatoria.

Las metalotioneínas tienen diversas preferencias en cuanto a su unión con metales, que han sido asociadas con especificidad funcional. Por ejemplo, la MT1 de Mus musculus se une preferencialmente a iones de metales divalentes (Zn(II), Cd(II),...), mientras que la CUP1 de levaduras es selectiva respecto a iones de metales monovalentes (Cu(I), Ag(I),...). Una nueva clasificación de metalotioneínas como Zn- o Cu-tioneínas está siendo desarrollada, teniendo en cuenta estas preferencias funcionales.

## Función

### Enlace a metales
Han sido documentadas las uniones de metalotioneínas a un gran rango de metales, incluyendo cadmio, zinc, mercurio, cobre, plata, etc. Se creía que la metalación de metalotioneínas ocurría cooperativamente, pero reportes recientes proveen fuertes evidencias de que el enlace a metales ocurre por medio de un mecanismo secuencial y no cooperativo. La observación de metalotioneínas parcialmente metaladas (es decir, que tienen todavía disponible cierta capacidad de unirse a metales) sugiere que estas especies son biológicamente importantes.
Con bastante seguridad, las metalotioneínas participan en el ingreso, transporte y regulación de zinc en sistemas biológicos. Las de mamíferos se unen a tres iones Zn(II) en su dominio beta y a cuatro en el alfa. La cisteína es un aminoácido con azufre, por eso el nombre “-tioneína”. Sin embargo, la participación de sulfuro inorgánico e iones cloruro ha sido propuesta para algunas formas de metalotioneínas. En algunas de ellas, sobre todo bacterianas, los restos histidina participan en enlaces con zinc. A través de la unión y el desprendimiento de zinc, las metalotioneínas pueden regular los niveles de zinc dentro del cuerpo. El zinc, a su vez, es un elemento clave para la activación y unión de ciertos factores de transcripción a través de su participación en la región de la proteína del dedo de zinc.
La metalotioneína también transporta iones zinc (señales) de una parte de la célula a otra. Cuando el zinc entra en una célula, puede ser capturado por tioneínas (que se convierten entonces en metalotioneínas) y ser transportado a otra parte de la célula, donde es cedido a otra proteína u organela. De esta manera la tioneína-metalotioneína se vuelve un componente clave del sistema de señales de zinc en las células. Este sistema es particularmente importante en el cerebro, donde las señales de zinc son prominentes tanto entre las células nerviosas como dentro de las mismas. También parece ser importante para la regulación de la proteína supresora de tumores p53.

### Control del estrés oxidativo
Los restos cisteína de las metalotioneínas pueden capturar peligrosos radicales oxidantes, como los radicales superóxido e hidroxilo. En esta reacción, la cisteína es oxidada a cistina, y los iones metales que estaban unidos a la cisteína son liberados al medio. A su vez, este zinc puede activar la síntesis de más metalotioneínas. Este ha sido propuesto como un importante mecanismo en el control del estrés oxidativo. El rol de las mismas en el estrés oxidativo ha sido confirmado por mutantes knockout, aunque algunos experimentos proponen también un rol prooxidante de parte de las metalotioneínas. Estas proteínas únicas están involucradas en diversas funciones intracelulares, pero su papel en la desintoxicación de metales pesados y en el mantenimiento de la homeostasis de iones metálicos esenciales,son debido a su alta afinidad por estos metales.
Para los mamíferos, las metalotioneínas pueden fácilmente vincular zinc, pero con exceso de cobre o cadmio, el zinc puede ser fácilmente sustituido por estos metales. Las células que contienen cantidades excesivas de las mismas son resistentes a la toxicidad de cadmio, mientras que las líneas celulares que no pueden sintetizarlas son sensibles al cadmio. Los estudios genéticos utilizando modelos de ratones transgénicos o knockout son una prueba más del papel de las metalotioneínas en la protección contra la toxicidad de cadmio.

### Cáncer y apoptosis
Las metalotioneínas también puede ayudar a las células cancerosas a sobrevivir por la inhibición de la apoptosis. La apoptosis, o muerte celular programada, es un mecanismo para la eliminación de células innecesarias o dañadas. Este proceso implica la activación de las cisteínas proteasas caspasas y, posteriormente, de endonucleasas nucleares. Estos eventos más tarde llevan al daño del ADN nuclear y al cese de todos los procesos biosintéticos en la célula. Durante la apoptosis, en contraste con la necrosis, la ruptura y el derrame de contenido celular, que causaría inflamación, no se produce, pero las células sufren condensación, fragmentación del ADN y la desintegración de la célula en pequeñas partes que pueden ser fácilmente fagocitadas. La desregulación de la apoptosis es esencial para los mecanismos patogénicos en muchas enfermedades, tales como trastornos neurodegenerativos, enfermedades autoinmunes y cánceres.

### Prevención en complicación de diabetes
Estudios han demostrado que la síntesis de MT pancreática inducida por zinc o mejorada genéticamente impedía la diabetes inducida por productos químicos como la estreptozotocina y el aloxano, y el pretratamiento del zinc también evitaba la diabetes desarrollada espontáneamente. Dado que las complicaciones diabéticas son las consecuencias del daño orgánico causado por la hiperglucemia diabética y la hiperlipidemia a través del estrés oxidativo, las MT’s en los órganos no pancreáticos también proporcionan un efecto preventivo sobre la toxicidad diabética. Estos estudios sugieren que las MT’s pueden ser usadas como una proteína adaptativa que puede prevenir tanto el desarrollo de la diabetes como sus complicaciones o posteriormente sufrir otra lesión patógena.

### Otras funciones
Otras funciones para las metalotioneínas pueden ser predichas, ya que la expresión de las mismas es rápidamente inducida por una variedad de sustancias que incluye metales, hormonas, citocinas, oxidantes, estrés, e irradiación (Andrews, 2000; Haq et al., 2003).

## Consideraciones del uso de metalotioneínas como biomarcadores
La inducción de la síntesis de metalotioneínas en muchas especies marinas por metales contaminantes (Ag, Cd, Cu, Hg) ha llevado a proponer el uso de estas proteínas como potenciales biomarcadores específicos para exposición a metales y toxicidad en biomonitoreo acuático (Langston et al., 1998; Cajaraville et al., 2000; Soazing and Marc, 2003; Amiard et al., 2006), siempre que los factores naturales y fisiológicos sean tenidos en cuenta (Rainbow, 1998; Legras et al., 2000).
Recientemente, evidencia de la inducción de diferentes isoformas de las mismas por metales específicos ha sido descripta, posiblemente potenciando la especificidad de estas como biomarcadores de exposición a metales (Syring et al., 2000; Brouwer et al., 2002; Soazing and Marc, 2003) y clarificando cualquier rol doble de las metalotioneínas en homeostasis o desintoxicación mediante la detección de expresión de genes de las mismas relacionada con uno de estos roles. Schlenk y Brouwer (1993) encontraron varias isoformas de metalotioneínas jugando distintos roles fisiológicos en el cangrejo azul Cllinectes sapidus. Estos autores describieron dos isoformas para Cd asociadas con desintoxicación de Cd, la CdMT-I, que muestra un enlace a Cd tres órdenes de magnitud mayor que la Cd-MT-II. También reportaron tres isoformas para Cu y sugirieron que la CuMT-I y CuMT-II están asociadas con el metabolismo del cobre, mientras que la CuMT-III está relacionada con su desintoxicación.
La expresión de metalotioneínas también puede ser influenciada por factores naturales que pueden afectar la acumulación del metal, como la salinidad, y esto constituye un importante factor cuando se las cuantifican y se usan como biomarcadores específicos de polución de metales. La salinidad afecta la especiación y biodisponibilidad de metales traza, influenciando su recepción por parte de los organismos acuáticos (Bianchini and Gilles, 2000; Bianchini et al., 2002). De esta manera, controla directamente la cantidad de metal entrante que potencialmente debe ser secuestrado por las metalotioneínas. Debe, por lo tanto, existir un claro vínculo entre las variaciones de salinidad del ambiente y la concentración de las mismas en el organismo (Legras et al., 2000; Mouneyrac et al., 2001; Leung et al., 2002).
Generalmente, disminuciones en la salinidad están asociados con mayores velocidades de incorporación de muchos metales traza por parte de los organismos acuáticos. Este aumento en la velocidad puede resultar de incrementos en la concentración de ion metálico libre, una consecuencia de la menor complejación de los metales por parte de los iones cloruro a salinidades más bajas (Bianchini and Gilles, 2000; Paquin et al., 2002; Bianchini et al., 2002; Janssen et al., 2003). Leung et al. (2002) han mostrado que la inducción de estas es mayor en el molusco Nucella lapillus expuesto a cadmio (500 μg/l) en salinidades bajas (22 psu) respecto a la salinidad de control (33 psu). Los programas de monitoreo para los metales traza frecuentemente usan organismos de ambientes de agua salada, como estuarios y zonas intermareales, donde la salinidad puede fluctuar en períodos de horas, días, semanas y temporadas (Leung et al., 2002; Amado et al., 2006a). Por lo tanto, si las medidas de metalotioneínas son incorporadas en programas de biomonitoreo, la influencia de la salinidad en la concentración de estas debe ser considerada (Leung et al., 2002). De hecho, cambios en la salinidad típicamente causan cambios metabólicos en los crustáceos.
Respuestas de especias de cangrejos eurihalinas (incluyendo al cangrejo azul C. sapidus) a salinidades bajas fueron caracterizadas por un incremento en la velocidad de consumo branquial de oxígeno (Péquex, 1995) como una consecuencia del mayor gasto de energía relacionado con la regulación iónica y osmótica. A su vez, el incremento en la velocidad de consumo de oxígeno y la alta densidad de mitocondrias en tejidos están estrechamente vinculadas a la generación de especies de oxígeno reactivas. De esta manera, la inducción de las metalotioneínas en este escenario debería ser adaptativa en virtud de sus propiedades antioxidantes (Viarengo et al., 2000).